# 円通
円通（えんつう、宝暦4年（1754年） - 天保5年9月4日（1834年10月6日））は、江戸時代後期の天台宗の僧。字は珂月。号は無外子・普門。西洋天文学にも通じ、仏教天文観の根源である須弥山説や、インドの暦法である梵暦の擁護運動の中心的な役割を担った。

## 経歴
因幡国出身。初め日蓮宗の僧であったが天台宗に改宗し、比叡山に入って慧澄・豪潮などに学んだ。15歳で、游子六によるティコ・ブラーエの天文学の入門書『天経或問』を読んで仏暦との矛盾に疑問を抱くようになる。当時は儒学者・国学者の間から仏教批判が起こり、円通は仏教の衰退は天文地理の研究から始まると考え、インドの暦学を修学し、また土御門家にも入門した。その結果、1810年（文化7年）に須弥山宇宙論による『仏国暦象編』5巻を著している。これに対し伊能忠敬は『仏国暦象編斥妄』で反論し、同じく大坂の武田真元も大坂訪問中の円通に論戦を挑んでこれを論破している。また仏暦家として100進法の三角関数表が必要となったため、茶室実寿に命じて、60進法を変換した『新編百分法』を編纂させ、これは天文・暦学の計算に利用された。
また仏教宇宙観を再現した図『須彌山儀銘並序』と『縮象儀説』を作り、これらは弟子の環中禅機らによって、東芝創業者田中久重に依頼し実際に動くからくり模型『須弥山儀』と『縮象儀』に再現された。また、この梵暦復活の運動は全国的な展開を見せた。初め山城国智積院に住していたが、その後は江戸増上寺恵照院に住した。

## 門下
著名な弟子には環中、信暁、霊遊らがいる。 環中の弟子に佐田介石。

## 文献
1. 1 2  円通コトバンク
2. ↑  “８　天経或問”. 東京大学附属図書館. 2020年12月13日閲覧。
3. ↑  岡田正彦 (2017年7月28日). “「近代仏教」と「仏教天文学」再考 ― 近代日本の宗教≪12≫”. 中外日報
4. ↑  宮嶋和彦 (2017). “仏教天文学と『佛國暦象編』訳注の作成” (PDF). 大阪市立科学館研究報告 (大阪市立科学館) 27:  75-84 2022年5月23日閲覧。.
5. ↑  肥塚尚文 (1979). “西洋数学に関連した外来書の伝来(2)”. 和算 26 2020年12月9日閲覧。.
6. ↑  “12. 須彌山儀銘並序”. 龍谷大学　人間・科学・宗教　オープン・リサーチ・センター. 2020年12月13日閲覧。
7. ↑  “16. 縮象儀説”. 龍谷大学　人間・科学・宗教　オープン・リサーチ・センター. 2020年12月13日閲覧。
8. ↑  “須弥山儀”. 龍谷大学. 2020年12月13日閲覧。